# 47 rōnin
A lenda dos 47 rōnin (四十七士, Shi-jū Shichi-shi, Yon-jū Nana-shi), "Incidente de Akō" (赤穂浪士, Akō rōshi), "Acidente de Genroku Akō"  (元禄赤穂事件, Genroku akō jikeno) "Lenda dos 47 samurais", é uma história japonesa, considerada como lenda nacional neste país, por vários estudiosos. Este evento aconteceu aproximadamente entre 1701 e 1703. É a lenda mais famosa do código de honra Samurai: o Bushidō.
A história conta que um grupo de samurais (exatamente 47) foram forçados a se tornarem rōnin (浪人) (Samurais sem um senhor), de acordo com o código de honra samurai, depois que seu daimyō (senhor feudal) foi obrigado a cometer seppuku (ritual suicida) por ter agredido um alto funcionário judicial nomeado Kira Yoshinaka, cujo título era Kōzuke no suke, em uma sede do governo. Os rōnin elaboraram um plano para vingar o seu daimyō, que consistia em matar Kira Yoshinaka, e toda sua família. Os 47 rōnin esperaram cerca de um ano e meio para não despertarem qualquer suspeita entre a justiça japonesa. Após o assassinato de Kira, se entregaram à justiça e foram condenados a cometer seppuku. Esta lendária história tornou-se muito popular na cultura do Japão, porque mostra lealdade, sacrifício, persistência e honra que as boas pessoas devem preservar em sua vida cotidiana. A popularidade da mística história aumentou rapidamente na modernização da era Meiji no Japão, onde muitas pessoas neste país anseiam em voltar às suas raízes culturais.

## A história dos quarenta e seterōnin
Estes nomes não são ficção, nem há qualquer dúvida de que algo realmente aconteceu no Genroku. Durante muitos anos, a versão dos acontecimentos foi narrado por Tales of Old Japan e considerada autêntica. A sequência de acontecimentos e personagens desta narrativa é apresentado a uma ampla leitura popular no Ocidente.
Tales of Old Japan atraiu seus leitores a construir a história dos quarenta e sete rōnin como historicamente exata, enquanto ao longo da história tem sido considerada uma norma, alguns dos seus detalhes são agora questionados. No entanto, mesmo com defeitos, o trabalho de Tales of Old Japan continua sendo o ponto de partida para um estudo mais aprofundado.
A história dos 47 rōnin é uma das mais famosas da história samurai. Isso se deve sobretudo, porque aconteceu numa altura em que a classe samurai estava lutando para ter um significado em si mesma, porque eles não eram guerreiros de batalha e tornaram-se uma classe social sem função. A lenda do 47 ronin tornou-se famosa também, pela peça teatral kabuki Chūshingura, onde os eventos acontecidos em Edo são relatados e firmaram o fato como lenda.

### Início de uma tragédia
Os escritos de Yamaga Soko, um influente teórico que escreveu uma série de importantes obras sobre o espírito guerreiro e o significado para o Samurai, inspiraram Oishi Kuranosuke Yoshio, um samurai e servo de Asano Takumi No Kami Naganori (浅野長矩), que governava um ramo poderoso de sua família.

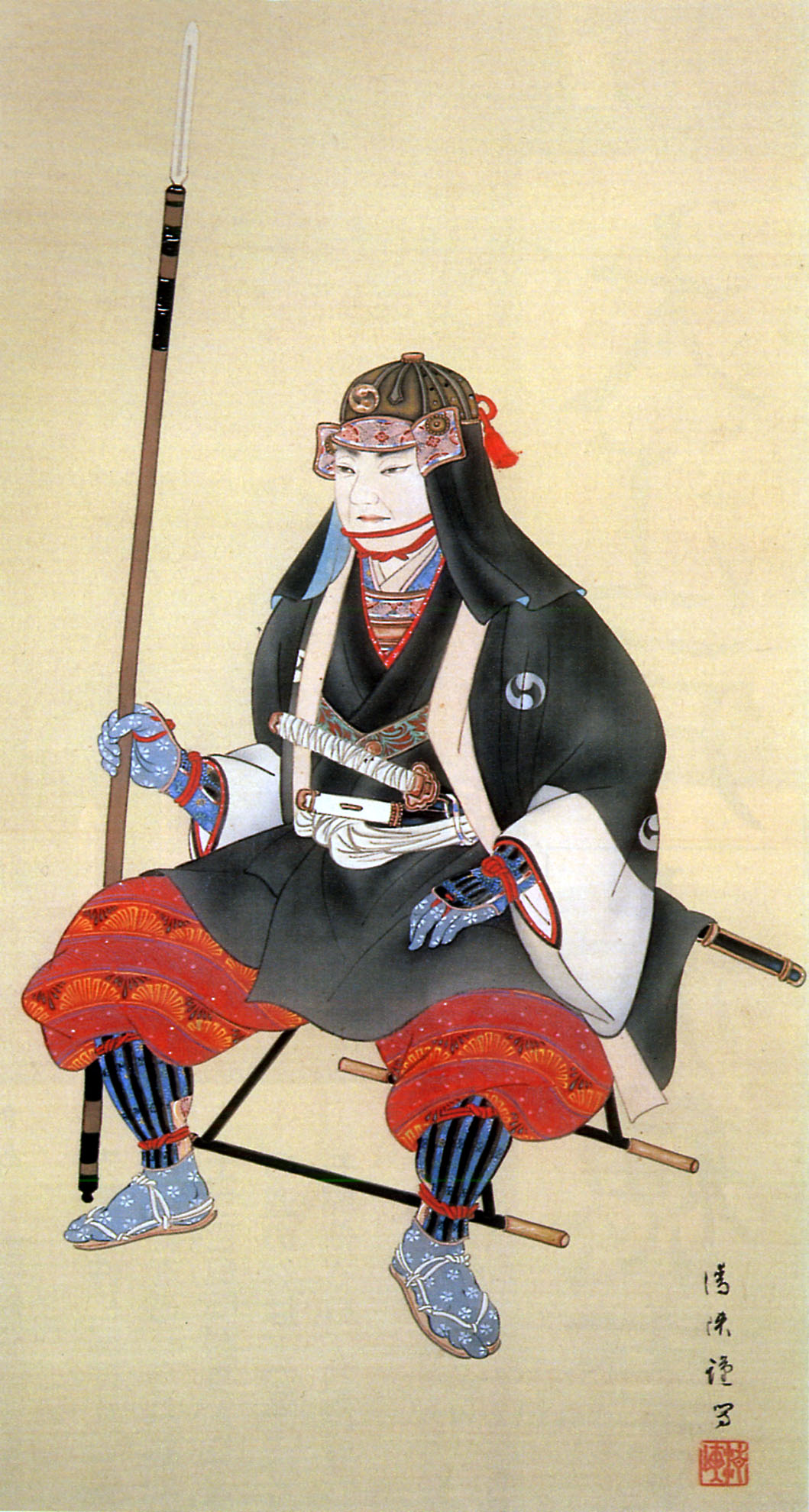
Ōishi Kuranosuke Yoshio.

Ocorreu que Asano foi escolhido pelo shōgun Tokugawa Tsunayoshi para se tornar um dos daimyō, cujo dever era o de entreter os enviados da Família Imperial. Para ajudá-lo em seu novo serviço, o comandante do mais alto bakufu, Kira Kozukenosuke Yoshinaka, foi designado para instruí-lo nas normas e condutas. Kira, ao que parece, era alguém difícil e esperava que Asano lhe compensasse com uma grande soma de dinheiro para o "problema"  que Asano considerava simplesmente como o seu dever. Ambos não se gostavam, e Kira inventava todos os meios de humilhar seu discípulo. Finalmente, a situação piorou no palácio do shōgun, Kira insultou Asano novamente e ele, furioso, desembainhou sua nihontō e partiu contra ele. Kira ficou ligeiramente ferido e Asano foi rapidamente colocado na prisão.
Atacar outro com raiva era contra a lei, fazê-lo no palácio do shōgun era impensável. Asano fez pouco esforço para se defender durante o interrogatório, exceto para dizer que não guardava rancor do shōgun  e que só lamentou não ter matado Kira.
Após os investigadores (Ōmetsuke) terem concluído o seu inquérito sobre o assunto, o shōgun emitiu uma sentença de morte contra Asano, ordenando este a cometer seppuku. Antes de morrer Lord Asano disse:
| Kaze sasou Hanayorimonao Waremomata Harunonagoriwo Ikanitokasen | As flores que caem não querem partir, mais frustrado do que as flores, o que devo fazer? |
|                                                                 |                                                                                          |

O shōgun decretou que a renda de Asano de 50.000 koku seria confiscada e que o seu irmão Daigaku deveria ser colocado em prisão domiciliar.

### A vingança dos rōnin

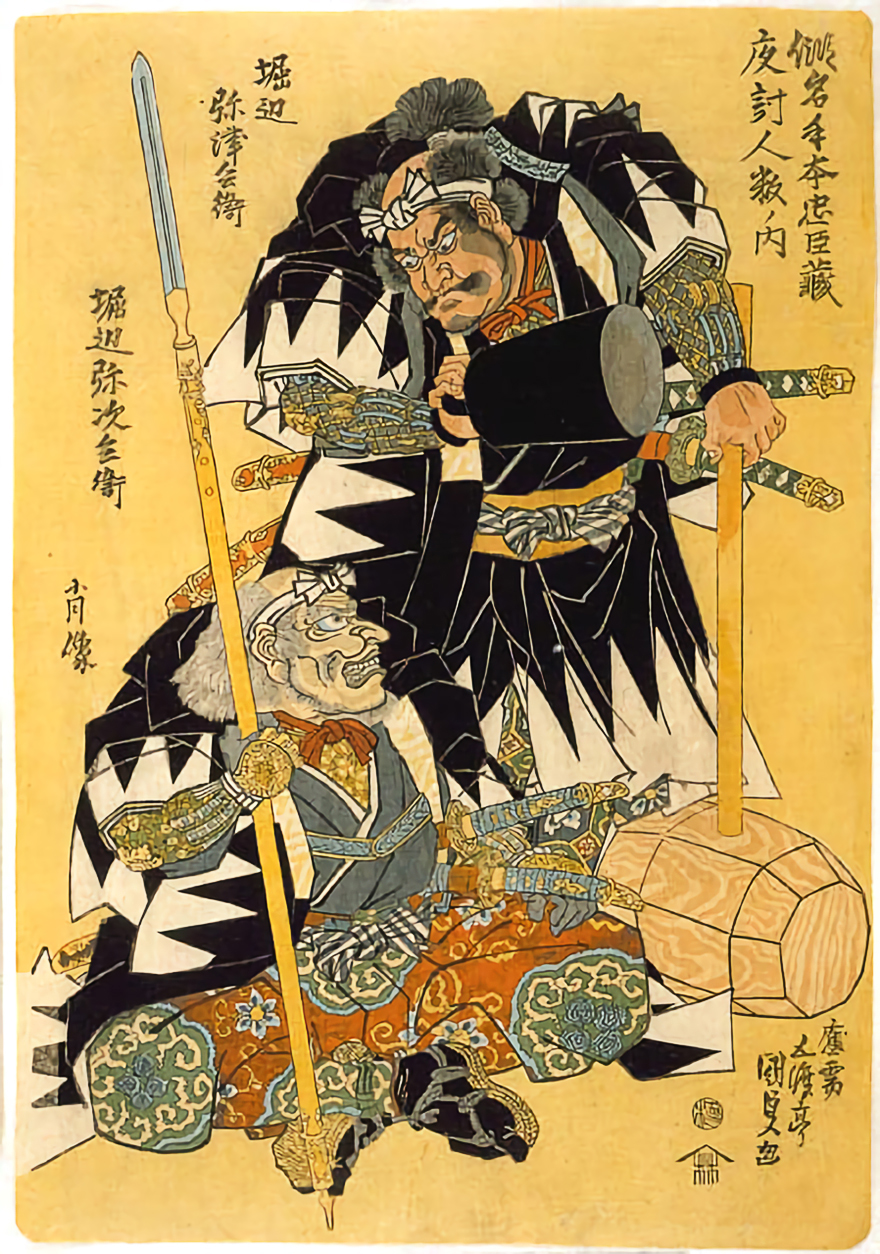
Dois dos quarenta e sete rōnin: Horibe Yahei e seu filho adotivo, Horibe Yasubei.

Quando a notícia do lamentável acontecimento chegou ao castelo de Asano, seus servos se alteraram e se perguntaram o que precisavam fazer. Todos eles se reuniram para discutir a vingança pelo assassinato de seu mestre por Kira, mesmo sabendo que iriam ser severamente punidos. Apesar disso, os agora rōnin proclamaram um juramento secreto para vingar a morte de seu mestre. Alguns propuseram renunciar e se tornarem rōnin, enquanto outros pretendiam defender o castelo e enfrentar o governo. Ōishi Kuranosuke sugeriu abandonar o castelo e a luta pela paz na família Asano, ao mesmo tempo que preparavam a vingança contra Kira, e este foi a decisão que prevaleceu.
Um grupo de servos de Asano, agora rōnin, cuidadosamente planejaram um caminho para a vingança. Kira estava esperando retaliação, e aumentou a sua guarda pessoal. O plano de Ōishi era de esperar que suas "presas" retomassem a confiança ao longo do tempo, enquanto ele estava programando o momento certo. Para esse efeito, o rōnin escondeu muitas armas e armaduras em diversos lugares, ocupando trabalhos menores; outros, como o mesmo Ōishi, pretendiam perder importância para seu futuro.
No entanto, Kira estava bem vigiado, pois sua casa havia sido fortificada para evitar esse tipo de acontecimento. Eles viram que teriam de colocá-lo "fora de sua guarda" antes que pudessem ter êxito. Para acabar com as suspeitas de Kira e outras autoridades, se dispersaram e se tornaram comerciantes e monges.
Ōishi assumiu a residência de Kioto, e começou a frequentar bordéis e tabernas, como se nada tivesse mais importância em sua mente. Ainda deixou a sua esposa, e enviou para longe seus dois filhos mais jovens. No lugar de sua esposa comprou uma linda jovem concubina. Apesar disto, Kira ainda temia uma armadilha, e enviou espiões para observar o ex-servos de Asano.
Um dia, Ōishi retornou bêbado e acabou por dormir na rua, o que provocou risos de quem passava perto dele. Um homem de Satsuma que passava pela estrada, estava furioso pelo comportamento de um "ex-samurai" e a sua falta de coragem para vingar o seu mestre, e por seu atual comportamento. O homem de Satsuma o insultou e abusou dele, lhe chutando na cara (tocar o rosto de um samurai era um grande insulto), e cuspiu nele.
Os espiões de Kira relataram que os servos de Asano eram todos péssimos samurais, sem a coragem para vingar seu mestre, e deveriam ser inofensivos. Então, Kira chegou à conclusão de que estava a salvo dos servos de Asano e então deixou de estar alerta e relaxou a guarda.
O resto dos leais servos agora reunidos em Edo, e no seu papel de trabalhadores e comerciantes, ganharam acesso à casa de Kira, familiarizando com o desenho da casa, e as características de seu interior. Um dos servos (Okano Kin'emon Kanehide) casou-se com a filha do construtor da casa para conseguir os planos de construção. Tudo isso foi relatado a Ōishi. Outros se reuniram em segredo e obtiveram armas e foram deslocados para Edo.

### O ataque

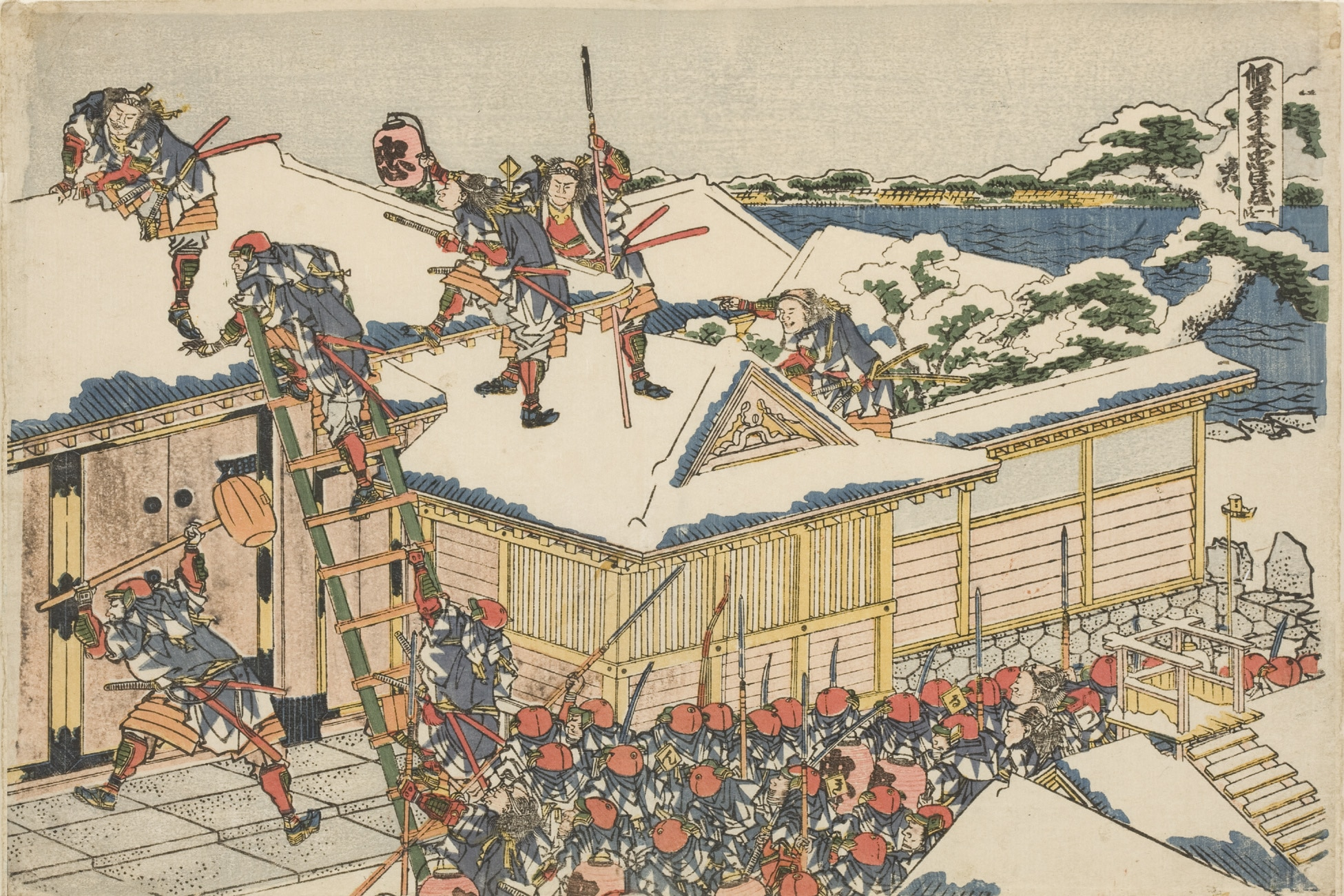
O ataque rōnin pela entrada principal da mansão de Kira.

Dois anos após a morte de Asano, quando Ōishi estava convencido que Kira tinha abaixado sua guarda, eles decidiram atacar. Oishi fugiu para Kyoto, enviando os espiões que estavam com ele, e todos se reuniram em um local secreto em Edo para renovarem seus juramentos. No 15 Genroku, 26º dia do 10º mês (元禄十五年十月二十六日) (Quinta feira, 14 de dezembro de 1702) pelo início da manhã, durante um vento forte e queda de neve, Ōishi e os ronin iniciaram o ataque a mansão de Kira Yoshinaka em Edo. De acordo com um plano cuidadosamente definido, o grupo se dividiria em dois para o ataque; armadas com espadas e com arcos. Um grupo liderado por Ōishi, atacou o portão; o outro, liderado por seu filho, Ōishi Chikara, atacava por trás. Um tambor soaria para o ataque simultâneo, e um apito seria o sinal de que Kira foi morto.
Oishi tinha quatro homens que escalaram o muro e entraram pelo alojamento do porteiro, capturando-o e o prendendo lá. Em seguida, ele enviou mensageiros para todas as casas vizinhas, para explicar que eles não eram ladrões, mas servos que estavam ali para vingar a morte de seu mestre, e que não viriam a prejudicar ninguém: todos deveria ficar seguros. Todos os vizinhos odiavam Kira e não fizeram nada para prejudicar os ronin.
Após posicionar os arqueiros (alguns no telhado), para evitar que aqueles que estavam em casa (que ainda não tinham despertado) fossem ao envio de ajuda, Ōishi soa o tambor para começar o ataque. Dez dos soldados de Kira foram para a frente da casa, mas o grupo de Ōishi Chikara invadia pela parte de trás da casa.
Kira, em pânico refugiou-se em um armário na varanda, junto com sua esposa e servas do sexo feminino. O resto dos seus guardas, que dormiam em um quartel fora, tentaram entrar em casa para salvá-lo. Depois de superar os guardas na frente da casa, os dois grupos de ronin de pai e filho juntaram-se, e lutaram com os guardas que vieram. Os servos de Kira, percebendo que estavam perdendo, enviaram mensageiros para pedir ajuda, mas estes foram mortos pelos arqueiros incumbidos de prevenir essas eventualidades.
Eventualmente, após uma luta feroz, o último dos servos de Kira foi dominado, nesta ação dezesseis homens de Kira morreram e vinte e dois ficaram feridos, incluindo o seu neto. No entanto, não havia sinal do paradeiro de Kira. Eles vasculharam a casa, mas em todos os lugares havia apenas o choro das mulheres e das crianças. Eles começaram a se desesperar, mas Ōishi verificou a cama de Kira, e ela ainda estava quente, então ele sabia que ele não podia estar longe.
Depois de uma busca pela mansão, Kira foi encontrado escondido na casa de fora. O Ronin trouxe Kira para o atrio principal e frente aos outros 46 deu-lhe a mesma oportunidade que foi dada a Lorde Asano: morrer honradamente cometendo seppuku. Como não respondeu, Ōishi o decapitou com a mesma adaga que Asano cometeu seppuku. A cabeça foi colocada em um balde e foi levada para Sengakuji (泉岳寺), onde estava sepultado Lord Asano.
Ao longo do caminho até Sengakuji, Ōishi enviou um jovem ronin, Terasaka Kichiemon, levar a noticia até Ako para que todos soubessem que a vingança foi finalmente realizada (Embora essa versão de Kichiemon como mensageiro seja a mais amplamente aceita, alguns alegam que ele fugiu antes ou depois da batalha, ou teria sido ordenado a sair antes da prisão dos ronin).
Após sua vingança, eles se entregaram e aguardaram sua esperada sentença de morte. Tudo foi confirmado ao final de um jantar, onde Ōishi pediu-lhes cuidado por causa das mulheres, crianças e outras pessoas indefesas. O código bushido não possui misericórdia para vinganças, apesar de não proibi-lo.

### As consequências

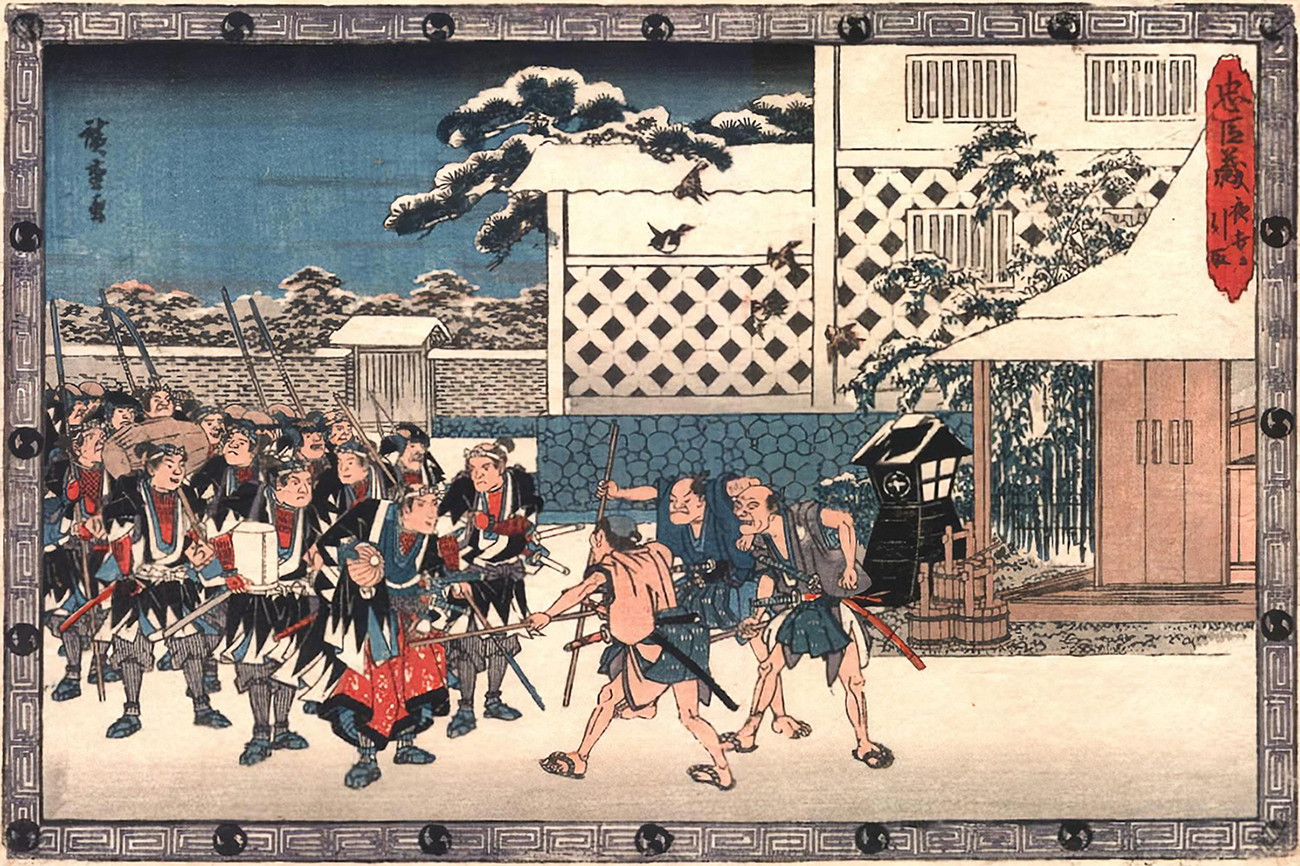
Os rōnin, em seu caminho de volta para Sengakuji.

Setecentos soldados foram para Sengakuji. O senhor Sengoku os tratou muito bem, foram alimentados e puderam descansar. Araki disse depois de alguns dias para Ōishi: "as pessoas estão a seu favor, porque adiou a sua decisão. O Shogun está ciente de que obedeciam e que não tinham comportamento de criminosos comuns, e não há sequer um kabuki de vocês. Já são heróis famosos." Em 4 de fevereiro de 1703, após 47 dias atingiram a sua decisão: Foi-lhes dada a grande honra de morrer por seppuku (ritual suicida com honra) e não morrer como criminosos. Oishi antes de sua morte escreveu:

Aratanoshi Omoi-ha-sururu Mi-ha-sutsuru Ukiyo-no-tsuki-ni Kakaru-kumonashi

Estou feliz. Realizei o meu desejo e agora é a hora de morrer. Não existem nuvens na lua da minha vida.
Os quarenta e seis rōnin que morreram por seppuku estão enterrados juntos em Sengakuji. Terasaka Kichiemon foi perdoado e depois enterrado ao lado de Sanpei Rayan, que cometeu seppuku, já que apesar de querer participar na vingança ele não obteve permissão da sua família. Na entrada do templo se encontra uma estátua de Ōishi e os 47 nomes dos guerreiros.
O assassinato de Kira colocou o governo em uma situação difícil. Afinal, os sobreviventes que agora aguardavam seu destino haviam vivido sob as normas da lealdade esperada do verdadeiro samurai e os ideais promulgados pelos homens como Yamaga Soko.
Além disso, a decisão de ordenar o seppuku de Asano e confiscar seus domínios sem tomar medidas contra Kira não era popular (pelo menos um dos Ōmetsuke foi demitido por protestar contra o veredito). No entanto, o bakufu decidiu manter a ordem, o que foi a coisa mais importante, de modo que os rōnin foram condenados a cometer seppuku, por sugestão do famoso estudioso confucionista Ogyū Sorai. Os rōnin foram mantidos presos em grupos de quatro por diferentes daimyō, mas quando eles morreram, foram enterrados juntos no Sengakuji. Diz-se que o samurai de Satsuma que cuspiu em Ōishi, veio ao templo e cometeu seppuku para pagar por seus erros.

## Controvérsias
A Vingança dos 47 rōnin continuou espalhando controvérsia durante o período Edo. Alguns consideravam que eles esperaram muito tempo para isto, uma vez que Kira corria o risco de morrer (ele estava com sessenta anos) e seus esforços seriam inúteis; era a visão de Tsunetomo Yamamoto, o autor do Hagakure. O estudioso confucionista  Naotaka Sato (1650-1719) os criticou pela ação, pois a decisão do Shōgun deveria dar por encerrado o caso. Ele estava de acordo com Yamamoto, que deveriam cometer seppuku em Sengakuji depois de concluída a vingança, caso contrário, eles abririam uma janela para perdoar e continuar vivendo, algo desonroso, no que diz respeito aos seus crimes. Além disso, reservou suas mais duras palavras para Kira, a quem ele chamou de covarde e cuja precipitação no caso causou muitas mortes.
Outros não partilham dessa opinião. Asami Yasuda (1652-1711) os defendeu e Chikamatsu escreveu uma ótima peça teatral que se tornou um clássico. No final, os 47 rōnin tornaram-se lenda; o Sengakuji ainda é um lugar muito visitado e um lugar para os admiradores modernos do que foi um dos melhores exemplos de lealdade samurai que emergiram no período Edo.

## Os 47 rōnin na atualidade

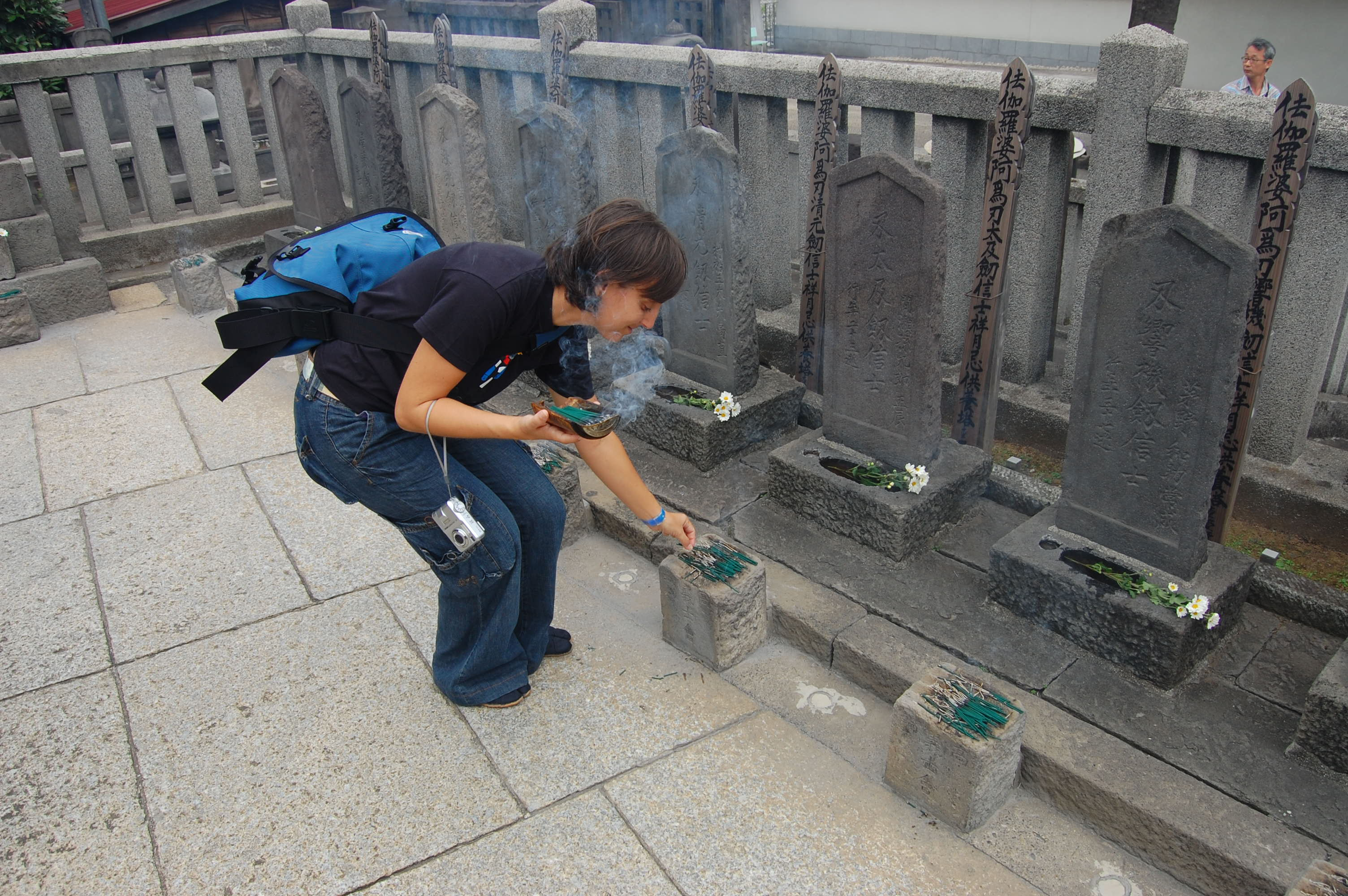
Os japoneses honram todos os anos as lápides dos rōnin com incenso.

Em Sengakuji, se encontram os túmulos dos 46 rōnin condenados ao seppuku e mais dois em memória de Terasaka Kichiemon e Kayano Sanpei. Kayano desejava fortemente participar na vingança, mas cometeu seppuku antes do ataque, devido à forte oposição de sua família.
A vingança dos "Ako Gishi" foi apresentada em diversos filmes e agora é vulgarmente conhecida como "Chu-shin-gura" (A História dos leais Samurais). Esta é uma história popular, que ainda toca os corações dos japoneses após 300 anos. Os fiéis servos do cavalheirismo e os temas de "Gi" (justiça) e "Chu" (lealdade) ainda são muito apreciadas pelos japoneses.
Hoje pode-se visitar os túmulos de Asano e os 47 rōnin no Templo Sengakuji em Tóquio onde os japoneses seguem venerando suas memórias, colocando incenso e comemorando um festival no aniversário de suas mortes, chamado Chusingura, que leva as audiências as lágrimas. A cada ano, milhares de japoneses visitam o local onde estão enterrados os corpos do 46 rōnin no Templo SengakuJi para prestar homenagem à honra e lealdade dos 47 rōnin e a sua dedicação ao código Bushido.

### Os ronin
Abaixo encontram-se os 47 ronin, e suas respectivas katana (As fontes apresentadas possuem inconsistência, com relação ao nome e idade dos ronin) e Kayano Sanpei Rayan que praticou o Harakiri antes do dia do ataque.
| Ōishi Kuranosuke Yoshio                                                         | 45 Anos | Wakizashi, Te Yari   |  | Yoshida Chuzaemon Kanesuke                            | 64 Anos | Wakizashi, Naga Yari     |
| Kataoka Dengoemon Takafusa                                                      | 37 Anos | Wakizashi, Te Yari   |  | Mase Kūdayū Masa-aki                                  | 63 Anos | Wakizashi, O-Yumi        |
| Onodera Jyūnai Hidekazu                                                         | 61 Anos | Wakizashi, Te Yari   |  | Hazama Kihei Mitsunobu                                | 65 Anos | Wakizashi                |
| Isogai Jūrōzaemon Masahisa                                                      | 25 Anos | Wakizashi, Te Yari   |  | Horibe Yahei Kanamaru                                 | 77 Anos | Wakizashi, Naginata      |
| Chikamatsu Kanroku Yukishige                                                    | 34 Anos | Wakizashi, Naga Yari |  | Tominomori Sukeemon Masayori                          | 34 Anos | Wakizashi, Naga Yari     |
| Shiota Matanojyo Takanori                                                       | 35 Anos | Wakizashi            |  | Hayami Tozaemon Mitsutaka                             | 42 Anos | Wakizashi, O-Yumi        |
| Akagaki Genzo Masakata                                                          | 35 Anos | Wakizashi            |  | Okuda Magodayū Shigemori                              | 57 Anos | Wakizashi                |
| Yada Gorōemon Suketake                                                          | 29 Anos | Wakizashi            |  | Ōishi Sezaemon Nobukiyo                               | 29 Anos | Wakizashi, Yari          |
| Ōishi Chikara Yoshikane (Filho de Kuranosuke)                                   | 16 Anos | Wakizashi, Yari      |  | Horibe Yasubei Taketsune                              | 34 Anos | Wakizashi                |
| Nakamura Kansuke Masatatsu                                                      | 44 Anos | Wakizashi, Naga Yari |  | Sugaya Hannojō Masatoshi                              | 44 Anos | Wakizashi                |
| Fuwa Kazuemon Masatane                                                          | 34 Anos | Wakizashi            |  | Kisura Okaemon Sadayuki                               | 46 Anos | Wakizashi                |
| Senba Saburobē Mitsutada                                                        | 51 Anos | Wakizashi, O-Yumi    |  | Okano Kin'emon Kanehide                               | 24 Anos | Wakizashi, Jyumonji Yari |
| Kaiga Yazaemon Tomonobu                                                         | 54 Anos | Wakizashi            |  | Ōtaka Gengo Tadao                                     | 32 Anos | Wakizashi                |
| Okajima Yasouemon Tsuneshige                                                    | 38 Anos | Wakizashi            |  | Yoshida Sawauemon Kanesada                            | 29 Anos | Wakizashi, Naga Yari     |
| Takebayashi Tadashichi Takashige                                                | 32 Anos | Wakizashi, Naga Yari |  | Kurahashi Densuke Takeyuki                            | 34 Anos | Wakizashi                |
| Hazama Shinrokurō Mitsukaze                                                     | 24 Anos | Wakizashi, Te Yari   |  | Muramatsu Kihei Hidenao                               | 62 Anos | Wakizashi, Naga Yari     |
| Hara Sōemon Mototoki                                                            | 56 Anos | Wakizashi, Te Yari   |  | Muramatsu Sandaifu Takanao                            | 26 Anos | ?                        |
| Fukaji Uemon Masatane                                                           | 17 Anos | ?                    |  | Kanzaki Yogorou Sokutai                               | 37 Anos | ?                        |
| Hazama Jujiro Mitsuoki                                                          | 25 Anos | ?                    |  | Kayano Wasuke Tsunenari                               | 36 Anos | ?                        |
| Katsuta Shizaemon Takeaki                                                       | 23 Anos | ?                    |  | Maehara Isuke Munefusa                                | 39 Anos | ?                        |
| Mase Magokuro Masatatsu                                                         | 22 Anos | ?                    |  | Mimura Jirozaemon Kanetsune                           | 36 Anos | ?                        |
| Okuda Sadaemon Yukitaka                                                         | 25 Anos | ?                    |  | Onodera Koemon Hidetomi                               | 27 Anos | ?                        |
| Sugino Toseiji Tsugufusa                                                        | 27 Anos | ?                    |  | Yokokawa Kanpei Munetoshi                             | 36 Anos | ?                        |
| Terasaka Kichiemon (Ronin enviado até Ako para que todos soubessem da vingança) | ?       | ?                    |  | Kayano Sanpei Rayan (Cometeu Seppuku antes do ataque) | ?       | ?                        |

## História e Lenda
Os mitos tem sido muito explorados, mas como separar o mito da realidade?
O famoso incidente Ako é real. A fonte Mitford aceita como confiável é agora contestada mas oferece uma boa base de trabalho.
Como uma simples ferramenta literária ou como ambição de veracidade etnográfica, Mitford explica:
Situada no coração das árvores em Takanawa, um subúrbio de Yedo, está escondido Sengakuji, também chamado de Templo de Spring Hill, famoso em todo país, que contém os túmulos dos 47 Rônin, famosos na história japonesa, heróis do drama japonês, que eu estou prestes a transcrever .
Mitford explicou que foram anexadas traduções de documentos de Sengakuji, o qual o autor tinha examinado pessoalmente. Ele defendeu como "provas" que autêntica a base factual de sua história.  Estes documentos foram:
1. …o recibo emitido pelo filho de Kôtsuké no Suké para a cabeça de seu pai, que os sacerdotes entregavam para a família do falecido.[50]
2. …um documento mostrando a conduta dos 47 ronin que foi encontrado com cada um dos guerreiros no 15º ano do Genroku.[51]
3. …um papel que os 47 ronin colocaram sobre o túmulo de seu mestre, ao lado de Kira Kôtsuké no Suké.[52]

(Veja Tales of Old Japan para conhecer mais profundamente a historia ficcional)

### Peça teatralChūshingura
Chūshingura (忠臣蔵) é a peça teatral (Drama) mais famosa da história japonesa. Ela retrata a história dos 47 ronin e da morte de seu mestre, Asano Naganori. Desde o inicio Kanadehon Chūshingura (仮名手本忠臣蔵), a história tem sido retratada em kabuki, bunraku, jogos, filmes, novelas, televisão, quadrinhos, shows e outras mídias. Com dez diferentes produções televisivas entre os anos de 1997–2007, a peça kabuki Chūshingura se tornou a mais importante da história no Japão.

### Cinema e televisão
O primeiro filme realizado nos cinemas foi baseado na lenda. Com Onoe Matsunosuke, este filme foi desenvolvido entre 1910 e 1917 (a data é incerta). Em 1928, Shozo Makino realiza sua segunda versão dos 47  Rōnin (Jitsuroku Chushingura). Mas o mito é exportado quando Kenji Mizoguchi realiza em 1941-42 "A vingança dos 47 Rōnin" (Genroku chushingura). Esse longo filme de Mizoguchi foi dividido em duas partes, e retrata a lealdade de 47 samurais com seu mestre que por uma ofensa no castelo do shogun foi julgado e condenado à morte. O filme não mostra os principais eventos da história (como a matança do inimigo ou o próprio harakiri) e se atem aos outros aspectos da história.
Os militares e o público em geral, ficou distante do primeiro filme, que eles consideram muito difícil, mas o estúdio e Mizoguchi o consideram importante o suficiente para realizar uma segunda filmagem. Os 47 Ronin foram apresentados aos americanos na década de 1970, em seguida, o tema continua a inspirar cineastas japoneses a realizar um ou dois filmes por ano. Existe uma versão de 1962, Chūshingura: Hana Yuki, adaptado por Seika Mayama,no qual o público vai descobrir o mito oridental. Toshiro Mifune interpreta o lendário Genba Tawaraboshi e a partir dai, revive a lenda várias vezes em sua carreira. Em 1971 atuou no papel de Ōishi em uma série televisiva, e novamente em 1978 como mestre dan Tsuchiya Ako-Jo danzetsu (As espadas de vingança).
Em 1958 foi produzido o filme japonês (Jidaigeki) The Loyal 47 Ronin (忠臣蔵, Chushingura), estrelando Kazuo Hasegawa como Oishi. Na televisão, muitas emissoras japoneses têm usado o tema em séries dramáticas de curta duração ou anual, como a série de 52 episódios Dai Chushingura, em 1971, com Toshiro Mifune, no papel de Oishi, ou mais recentemente no drama Taiga drama (大河ドラマ) Genroku Ryōran.
Alguns desses filmes ou programas televisivos são relativamente fieis aos fatos, outras pontas de romance na historia são puramente fictícias, com pequenas inserções de episódios fillers no enredo.
A história foi adaptada para o cinema novamente no 47 Ronin em 2013, com o ator Keanu Reeves estrelando, com argumentos de Chris Morgan.

### As artes gráficas
Os 47 ronin é um dos temas favoritos em Ukiyo-e. Foram dedicados varias obras para a representação dos 47 Ronin, e até uma Graphic novel como Ronin Hood of the 47 Samurai. Entre os artistas japonêses que trabalharam com o tema em pinturas temos: Kitagawa Utamaro, Utagawa Toyokuni, Katsushika Hokusai, Utagawa Hiroshige, Utagawa Kunisada e Utagawa Kuniyoshi. Um lugar de honra deve reservar-se a Kuniyoshi, que fez pelo menos 11 séries distintas e mais de 20 folhetos sobre o assunto.

## Galeria

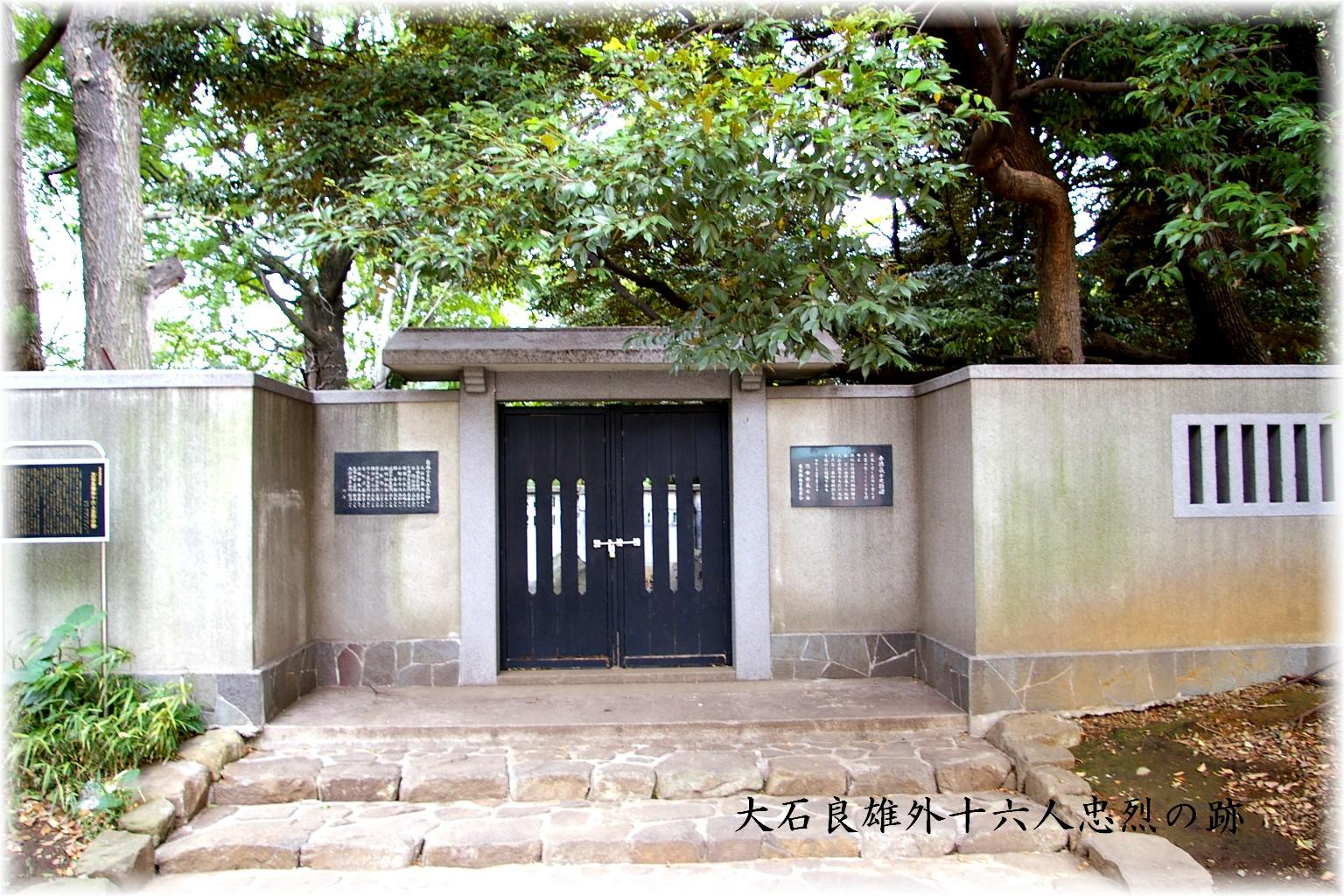
Memorial de Oishi Yoshio
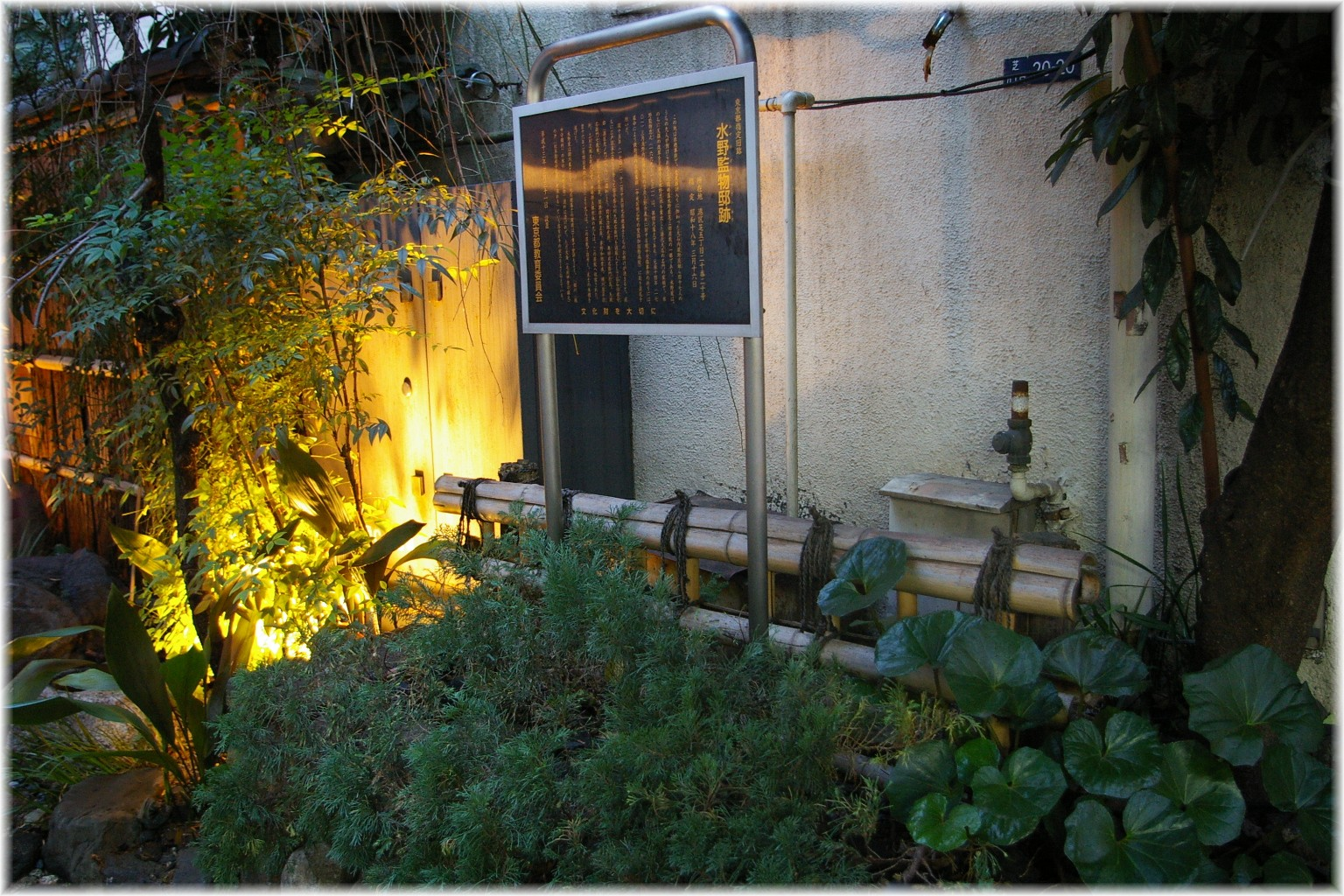
Memorial de Mizuno-kemmotsu-tei
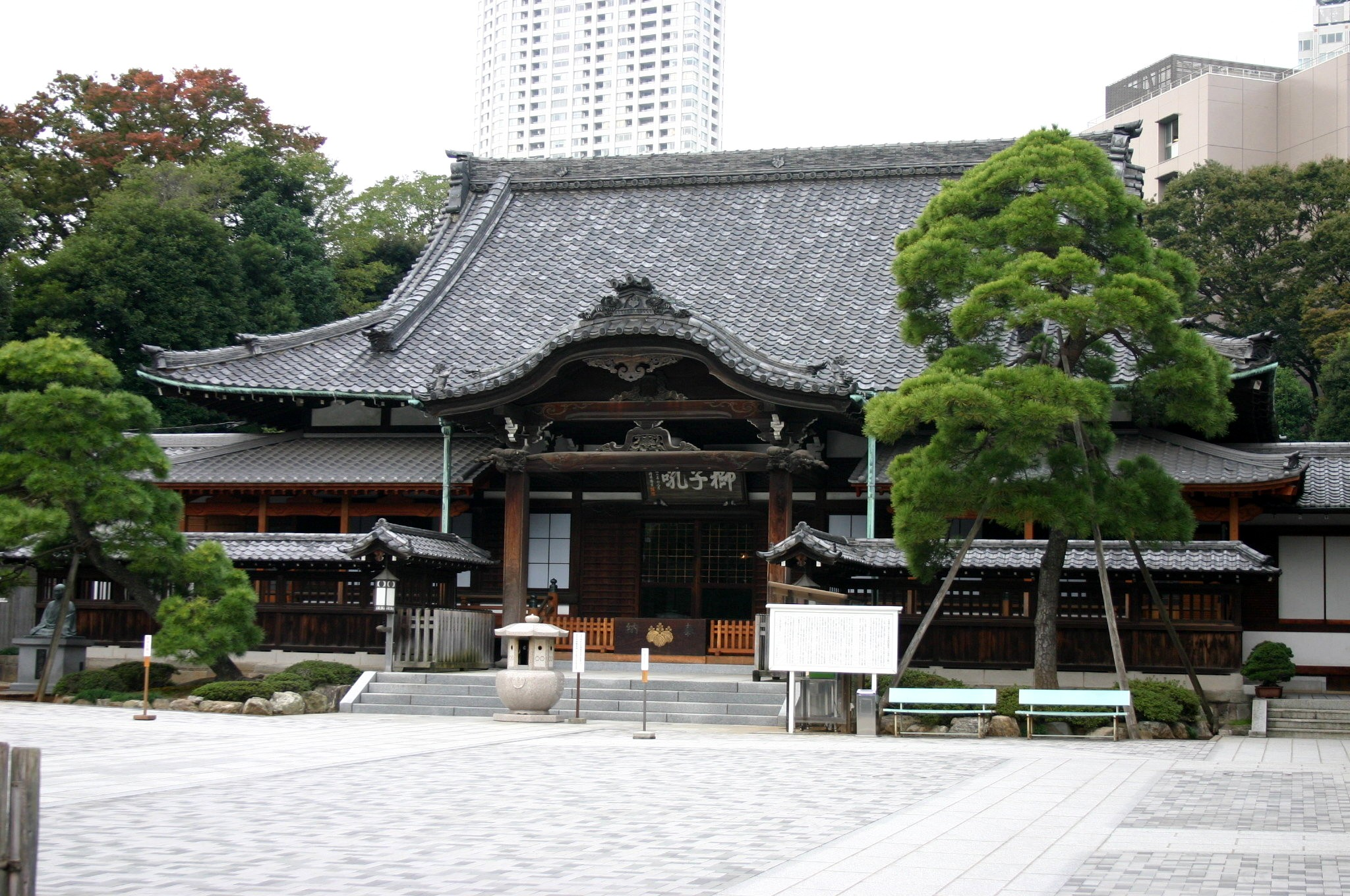
II Templo Sengakuji
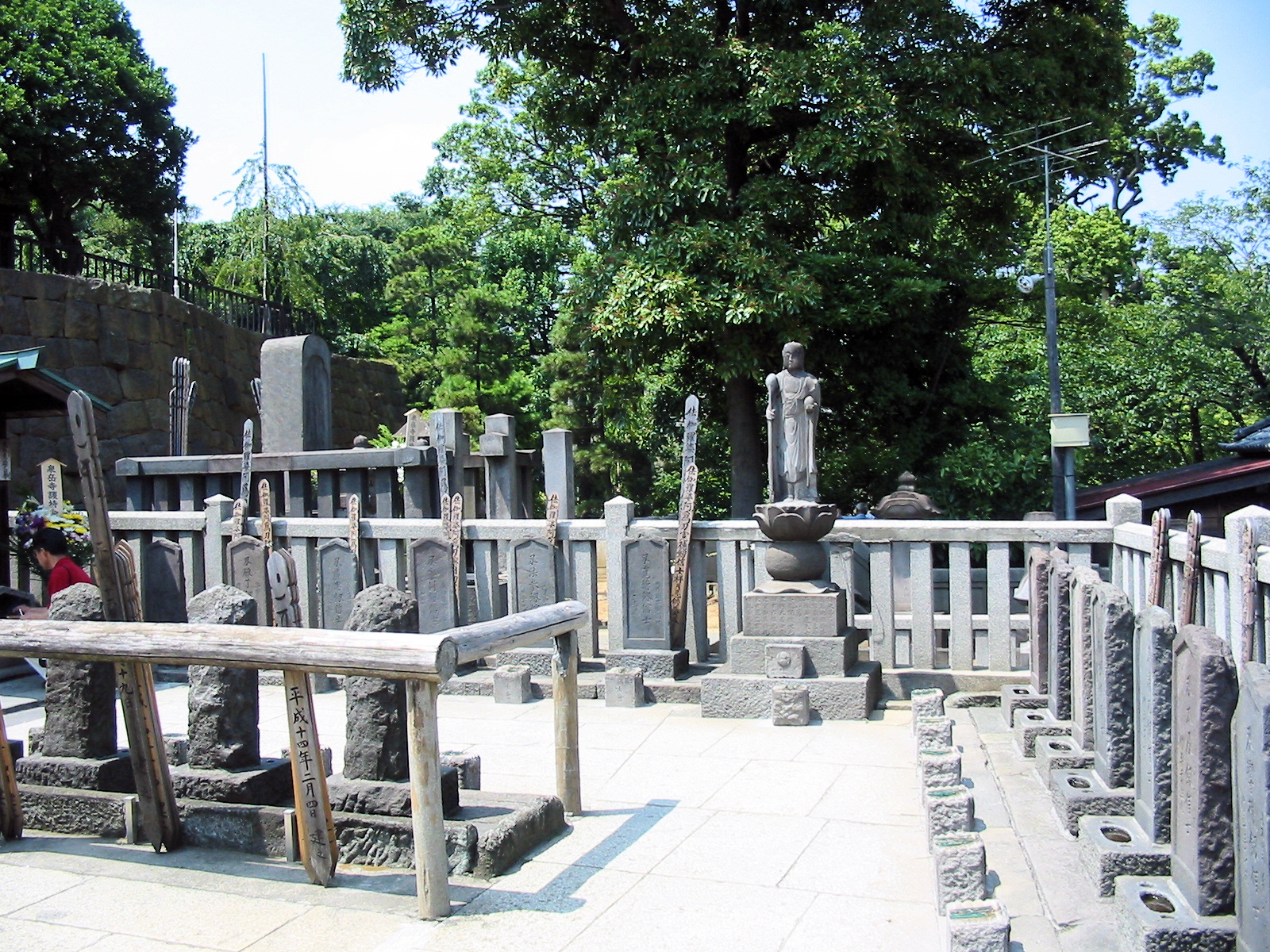
As lápides na atualidade
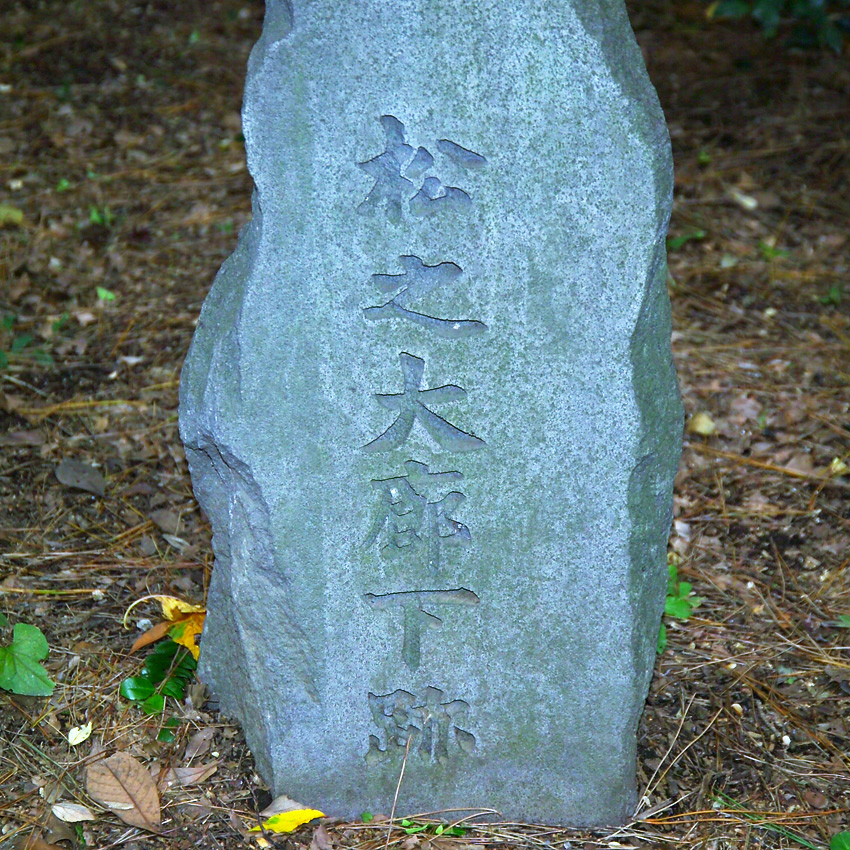
Matsu no Ōrōka, O Corredor dos Pinheiros, no Castelo de Edo, onde atacaram Kira
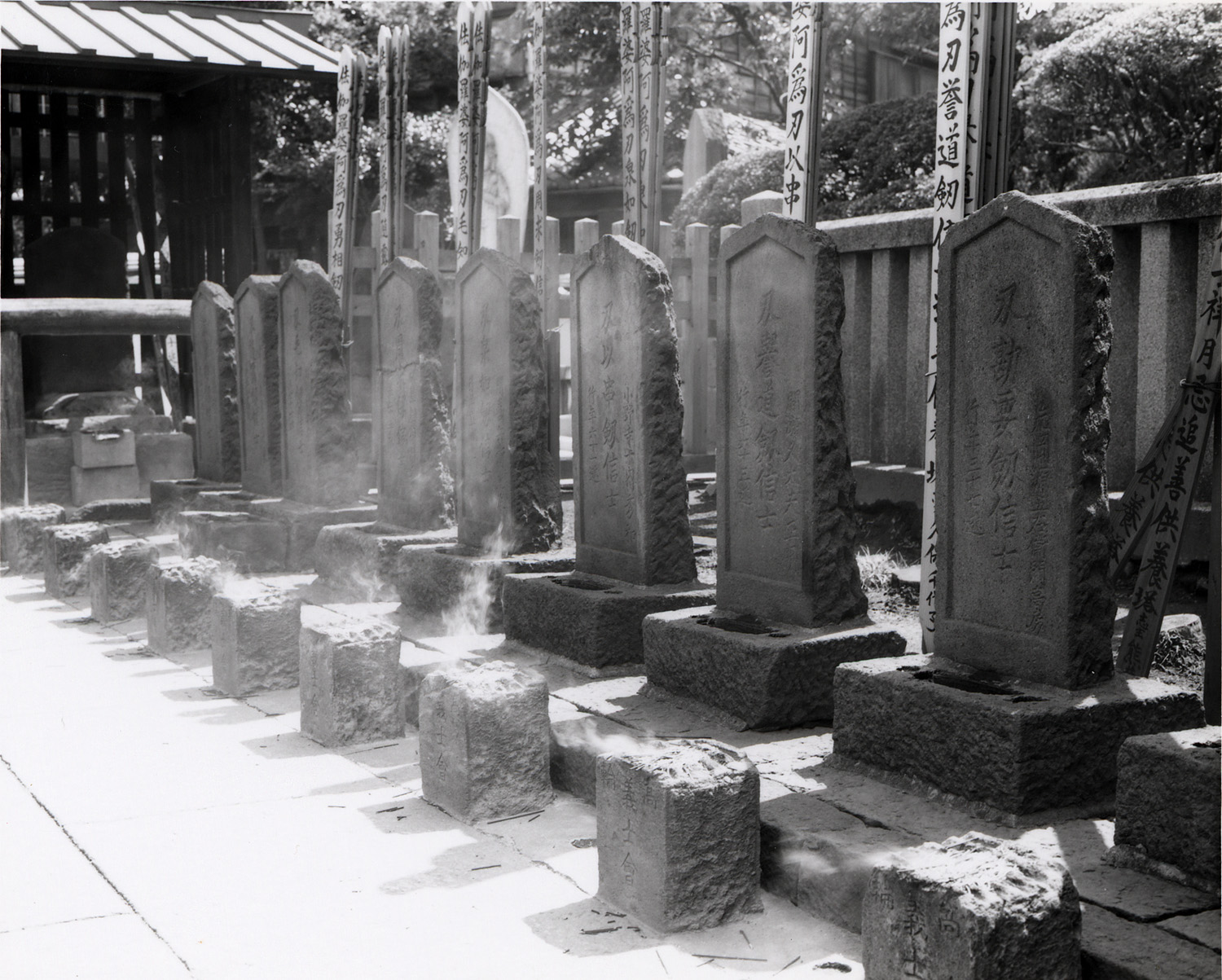
Lápides dos 47 rōnin
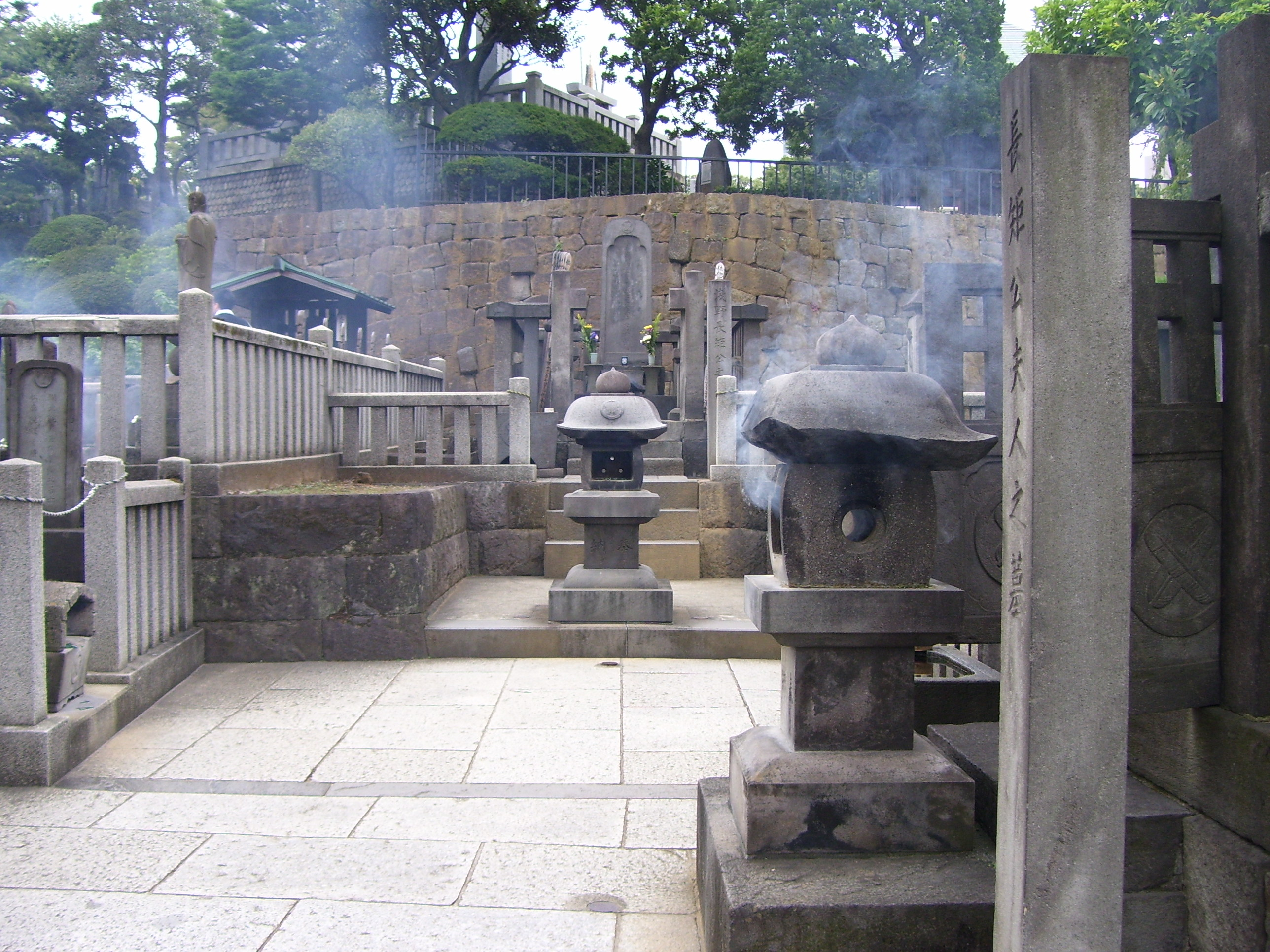
Lápides dos 47 rōnin
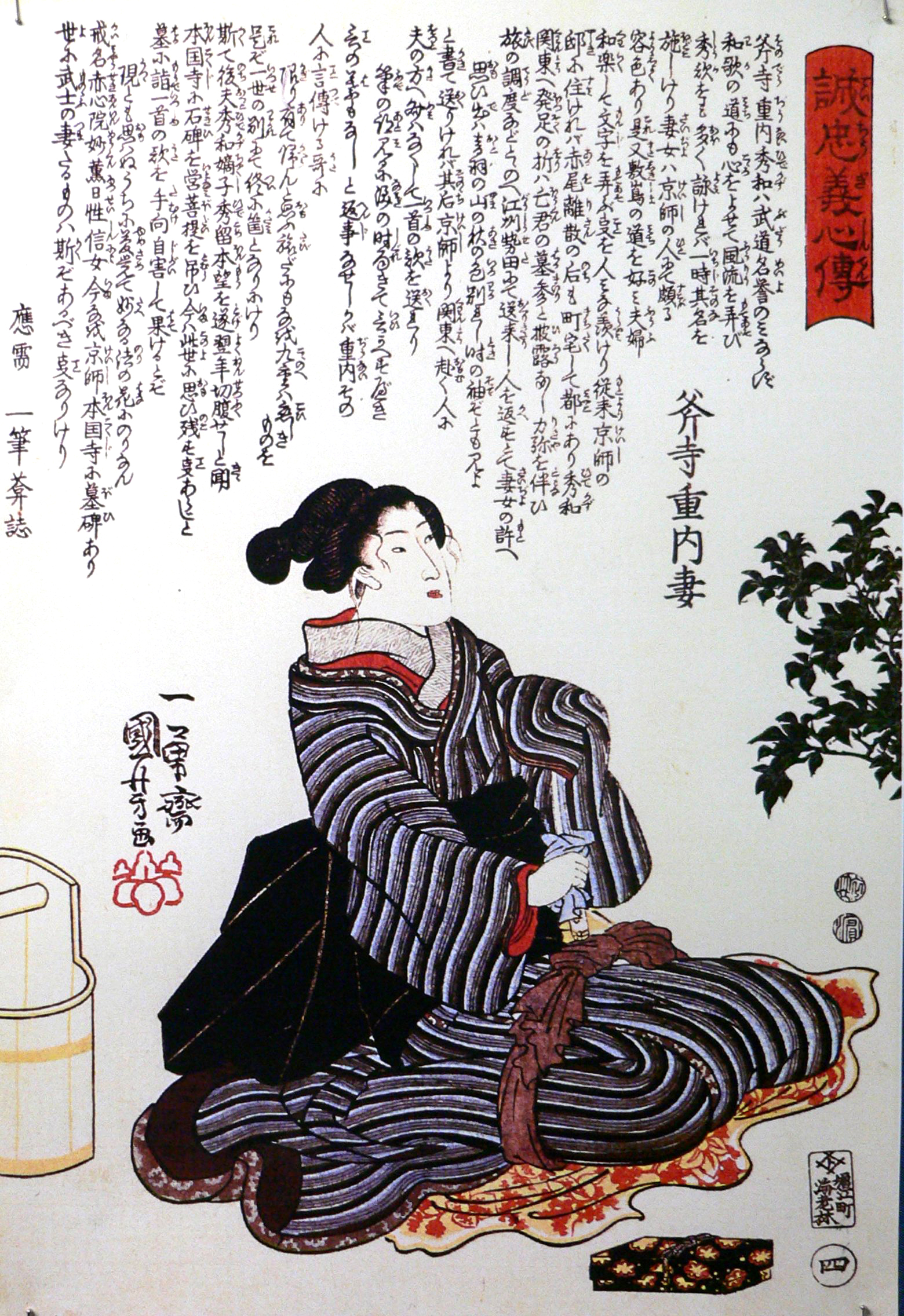
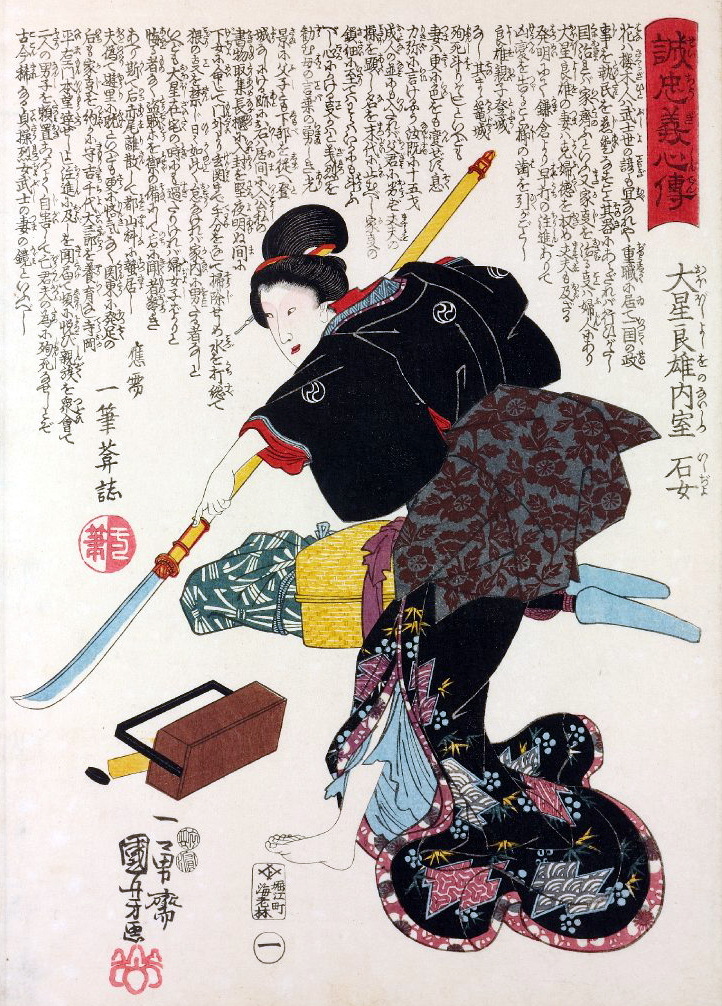
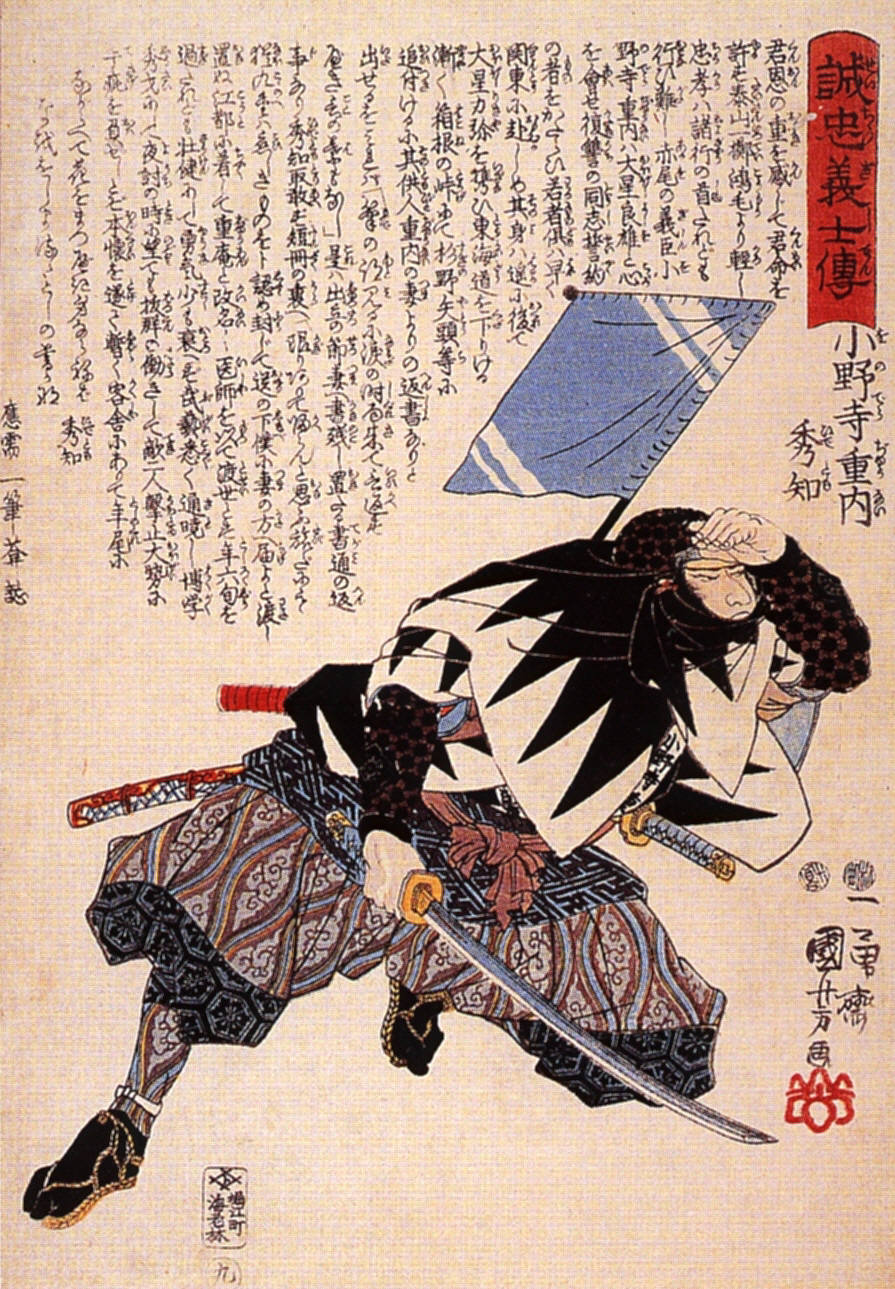
Onodera Junai Hidetomo